# Saint-Julien-lès-Metz
Saint-Julien-lès-Metz è un comune francese di 3 079 abitanti situato nel dipartimento della Mosella nella regione del Grand Est.

## Società

### Evoluzione demografica
Abitanti censiti